# Das Ich

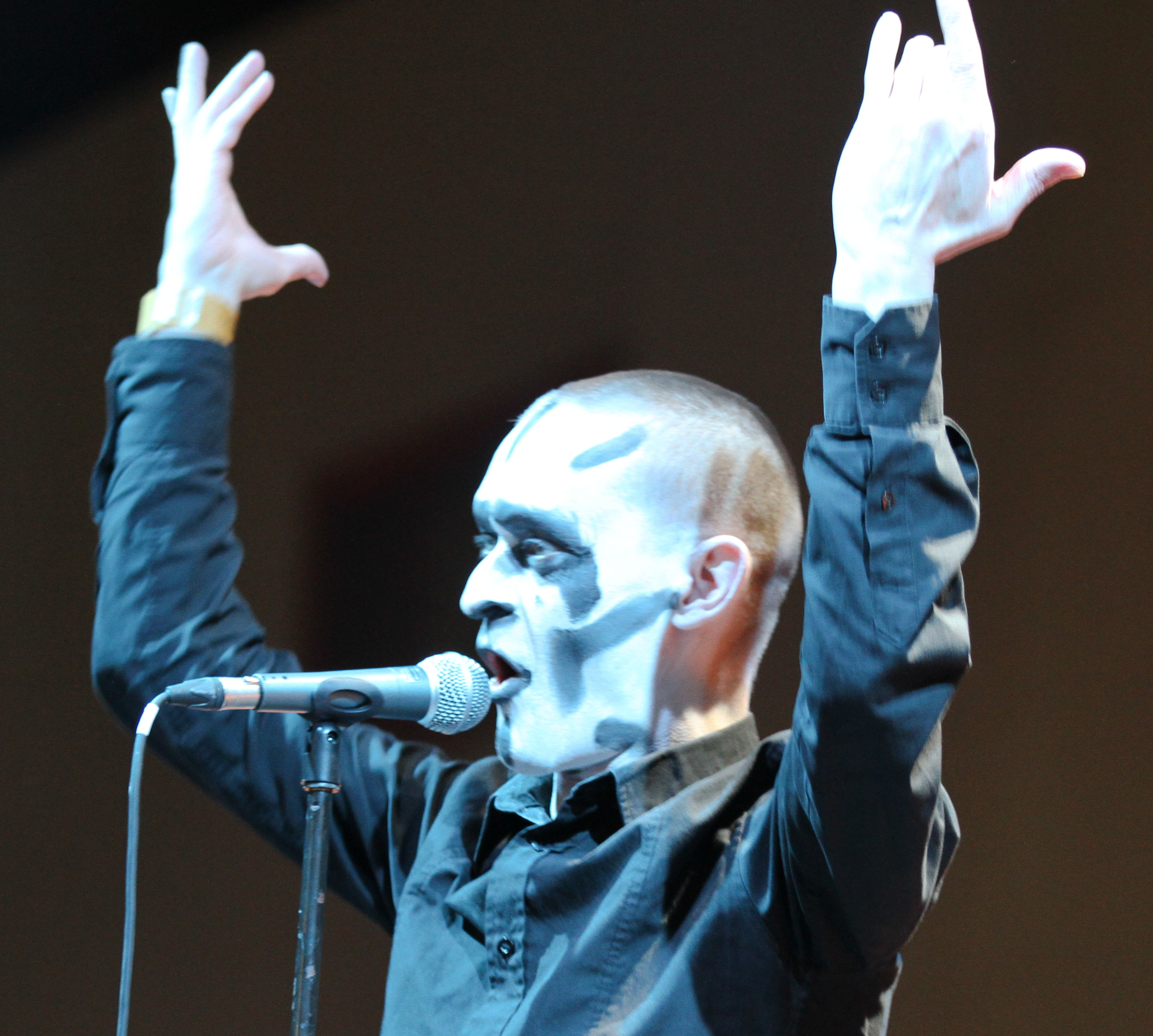
Stefan Ackermann (Wave-Gotik-Treffen w 2013 r.)

Das Ich – niemieckojęzyczny projekt muzyczny z Bawarii, założony w roku 1989. Zespół gra muzykę elektroniczną, wcześniej był zaliczany do nurtu dark wave, wywiera też wpływ na scenę muzyki gotyckiej. W jego twórczości słychać silne echa filozofii, m.in. Nietzschego i Freuda. Sama nazwa zespołu odwołuje się do pojęcia ego.

## Dyskografia
- 1990: Satanische Verse (MC)
- 1991: Die Propheten (LP)
- 1993: Stigma (MCD)
- 1994: Staub (LP)
- 1995: Feuer (Live-LP)
- 1995: Die Liebe (z Atrocity, LP)
- 1996: Das innere Ich (Soundtrack-LP)
- 1996: Kindgott (MCD)
- 1997: Egodram (LP)
- 1997: Destillat (MCD)
- 1998: Morgue (LP)
- 1999: Re-Kapitulation (BestOf-LP, tylko w USA)
- 2000: Re-Laborat (Remix-LP)
- 2002: Antichrist (LP)
- 2002: Momentum (VCD/DVD)
- 2003: Relikt (BestOf-LP)
- 2004: LAVA:glut (LP)
- 2004: LAVA:asche (Remix-LP Lava:glut)
- 2006: Cabaret (LP)
- 2006: Varieté (Remix-LP Cabaret)
- 2006: Panopticum (DVD)
- 2007: Alter Ego (LP)